# Enchères à l'Aveugle
 (juin 2022).
Si vous disposez d'ouvrages ou d'articles de référence ou si vous connaissez des sites web de qualité traitant du thème abordé ici, merci de compléter l'article en donnant les références utiles à sa vérifiabilité et en les liant à la section « Notes et références ».
 (juin 2022).
Enchères à l'Aveugle est une émission de téléréalité américaine de deux saisons diffusée sur Discovery Channel, aux États-Unis du 12 juillet 2012 au 1 août 2013. En France elle a été diffusée sur Discovery Channel et RMC Découverte.

## Concept
L'émission "Enchères à l'Aveugle" suit des acheteurs immobiliers basés à Phoenix en Arizona, spécialisés dans les enchères et l'achat de maisons saisies par des banques, mais sans pouvoir y voir à l'intérieur. Dans chaque épisode, le spectateur suit les différents acteurs principaux, présents devant les maisons mises en vente pour voir leur état et ainsi enchérir ou non, pour cela, ils disposent chacun d'un enchérisseur qu'ils contactent par téléphone, situé au centre-ville de la ville de Phoenix dans le comté de Maricopa où ont lieu les ventes.

## Distribution
Le narrateur est interprété par Damien Cochereau.
- Doug Hopkins (vf: Frédéric Cerdal)
- L'associée de Doug (vf: Pascale Chemin)
- Scott Menaged (vf: Olivier Jankovic)
- Lou Amoroso (vf: Laurent Jacquet ?)
- John Ray (vf: Bernard Demony ?)
- Ed Rosenberg (vf: Hugues Martel)
- Steve Simons (vf: Emmanuel Fouquet)

## Problèmes judiciaires
Pendant et après le tournage de l'émission, certains des acheteurs se sont retrouvés avec des problèmes juridiques.
- Scott Menaged, en 2017, il est révélé, après une enquête, que lui et trois autres associés (Veronica Castro, Alberto Pena et Troy Flippo) ont, depuis 2014 commis malversations bancaires, blanchiment d'argent, arnaques, vols d'identités aggravés, falsification de documents afin de contracter des prêts bancaires, prêts normalement destinés à acquérir des maisons. Ces prêts ont notamment servis à Scott à soutenir un mode de vie somptueux: voitures et montres de luxes, maisons luxueuses. Les propriétés et magasins (magasins de meubles) de Scott Menaged ont été perquisitionnés. La même année, le tribunal de Phoenix a condamné Scott Menaged à 24 chefs d'accusation pour 17 ans de prison, et doit également indemniser ses près de 200 victimes à hauteur de 34 millions de dollars.
- John Ray, en 2014, les régulateurs de l'état d'Arizona ont clôturé l'entreprise de John Ray en raison de la résiliation de sa licence de vente immobilière. De 2011 à 2014, il exerça des activités immobilières sans permis, et a été condamné à une amende de 10000 dollars. Il dépose en 2013 faillite, conformément à l'article 13.

## Episodes
| Saisons | Saisons | Episodes | Première diffusion | Diffusion finale |
| ------- | ------- | -------- | ------------------ | ---------------- |
|         | 1       | 6        | 12 juillet 2012    | 26 juillet 2012  |
|         | 2       | 24       | 10 janvier 2013    | 1 août 2013      |